# Mark Pawsey
Mark Julian Francis Pawsey (né le 16 janvier 1957) est un homme politique du Parti conservateur britannique qui est député de Rugby de 2010 à 2024,. 

## Éducation et début de carrière
Mark Pawsey grandit à Binley Woods, en Angleterre. Son père, Jim Pawsey, est député de Rugby de 1979 à 1983, puis de Rugby et Kenilworth de 1983 à 1997, lorsqu'il perd le siège aux élections générales contre Andy King du Labour. 
Il fait ses études à la Lawrence Sheriff School de Rugby. Il fréquente ensuite l'Université de Reading, où il obtient un diplôme en gestion immobilière. En 1982, il fonde une entreprise avec son frère, qui fournit des produits à la restauration, qui est ensuite rachetée par une entreprise FTSE 100.   
Pawsey est élu conseiller du Parti conservateur pour Dunchurch et Knightlow au Rugby Borough Council en 2002. Il siège au comité de la planification, au développement des arrondissements et est membre du cabinet pour le logement. 

## Chambre des communes
Pawsey démissionne de son poste de conseiller lors de sa sélection en janvier 2007 pour la nouvelle circonscription parlementaire de Rugby et est membre de la A-List. Il est élu pour la première fois à la Chambre des communes en 2010 pour Rugby avec une majorité de 6 000 voix. Il est ensuite réélu en 2015 et 2017 avec des majorités de 10345 et 8212 voix. 
Pawsey siège au Comité des communautés et du gouvernement local, après avoir succédé à George Freeman, entre 2010 et 2015. Il est également membre du Public Bill Committee pour la Defense Reform Act 2014. Il joue pour le club de rugby de Lords & Commons. 
Pawsey est opposé au Brexit avant le référendum de 2016. 

## Vie privée
Il est marié à Tracy et ils vivent dans le village de Grandborough et de Londres. Ils ont quatre enfants. 